# Frozen
 Ovo je glavno značenje pojma Frozen. Za singl sastava Within Temptation pogledajte Frozen (Within Temptation).
"Frozen" je prvi singl američke pjevačice Madonne s albuma Ray of Light. Pjesma je puštena kao singl u veljači 1998. Ovo je bila velika promjena zvuka za Madonnu. Ovom pjesmom i albumom okrenula se mračnim tonovima. Singl se smarta Madonninim velikim povratkom na glazbene ljestvice. Kao velika uspješnica, singl je svoje mjesto našao na kompilacijama najvećih hitova GHV2 (2001.), te Celebration (2009.).

## O pjesmi
"Frozen" je bila velika promjena za Madonnu. Mračni elektonički tonovi s Istočnjačkim prizvukom, kao i novi Madonnin raspon glasa bili su neistraženi teritorij za Madonnu. Usprkos tome, pjesma je postala ogroman hit, uvršatavjući je u jednu od najboljih Madonninih pjesama. Madonna je rekla da je pjesma o emocionalnom hladnom ("zaleđenom") muškarcu.
"Frozen" je označio seriju remixa koji su učinjeni tijekom "Ray of Light razdoblja". Po prvi puta je Madonna surađivala s Victor Calderoneom, koji je obradio većinu njenih singlova. Njegov klupski remix pjesme "Frozen" je bio najupješniji kod fanova. Remix je korišten na Drowned World Tour, a Madonna je pjesmu izvela i 2004. na Re-Invention World Tour, kao i na nastavku Sticky & Sweet Tour (2009.)
Q-Magazine je pitao Madonnine fanove za Top 20 Madonninih singlova, a pjesmu Frozen su stavili na 10. poziciju.

## Plagijat?
18. studenog 2005. je belgijski sud donio odliku da je pjesma "Frozen" plagijat pjesme "Ma vie fout le camp", Salvatore Acquavivae. Sudac je potom naredio povlačenje iz prodaje svih preostalih diskova, i zabranio daljnje puštanje pjesmu na belgijskim TV i radio postajama pod velikim protestom belgijske populacije. "Frozen" je jako popularna pjesma u Belgiji koja je dosegla vrh ljestvice. Mnoge radio i televizijske postaje su zaključile da je upravo pjesma "Frozen" ta koju publika voli, dok je "originalna" verzija ljudima omražena i nepoznata. Sudac je također naložio Warner Brosu da obustavi prodaju za 15 dana jer u protivnom moraju platiti 125.000 € za ne izvršavanje sudskih presuda.
Belgijska radio postaja "Donna" je održala emisiju "Top 5000 pjesama" od 17. studenog 2008. sve do 12. prosinca 2008. Pjesma "Frozen" se našla na 143. mjestu, ali zbog presude iz 2005., pjesma se nije mogla emitirati nego su voditelji zamolili slušatelje da u tih 5 minuta tišine na radiju, pogledaju spot i pjesmu na YouTubeu.

## Na ljestvicama
"Frozen" je bio ogroman uspjeh u cijelom svijetu. Na 1. mjesto ljestvica se uspeo u nekoliko država (uključujući UK, Italiju i Finsku), a u ostatku svijeta je zauzeo 2. poziciju, jer ju je prema samom vrhu zaustavila pjesma Celine Dion "My Heart Will Go On", dok je u SAD-u to bila pjesma "All My Life".
U UK je nakon sporadičnih velikih prodaja Madonninih singlova "You'll See" (#5 1995.) i "Don't Cry for Me Argentina" (#3), "Frozen" je smatran Madonninim velikim povratkom, postavši prvi singl nakon davne 1990. i pjesme "Vogue" koji je zauzeo 1. poziciju s prodanih 508.296 kopija. "Frozen" je proveo 11 tjedana na #2 European Singles Chart.

## Glazbeni video
Madonna je ovaj video snimila u Mojave pustinji u Kaliforniji. Spot je snimala od 7. – 10. siječnja 1998. pod redateljskom palicom Chrisa Cunninghama, a inspirirana filmovima Engleski pacijent i The Sheltering Sky. Video je 1998. osvojio MTV-jevu nagradu za najbolje specijalne efekte. Madonna je obučena u osobu nalik vještici, s dugačkom crnom kosom, crnom odjećom koju je dizajnirao Olivier Theyskens. U spotu se pokazuje njena ruka na kojoj je ucrtan hinduistički znak Om
Video je doživio premijeru 12. veljače 1998. u Europi, i četiri dana nakon toga na MTV-u.

## Popis pjesama i formata
| Američki 7" vinil (7-17244) Američki CD singl (9 17244-2) Europski CD singl (5439-17224-9) Japanski CD singl (WPCR-1791) Španjolski promo CD singl (1 17244-2 01) Britanska singl kaseta (W0433C) - A "Frozen" (Album Version) — 6:10 - B "Shanti/Ashtangi" — 4:29 Američki 12" promotivni vinil (PRO-A-9254-A) - A1 "Frozen" (William Orbit Widescreen Mix) — 6:34 - A2 "Frozen" (William Orbit Drumapella) — 5:15 - B "Frozen" (Victor Calderone Drumapella) — 5:09 Američki 12" vinil (9362 43993 0) - A1 "Frozen" (Album Version) — 6:10 - A2 "Frozen" (Stereo MC's Remix) — 5:45 - B1 "Frozen" (Extended Club Mix) — 11:17 - B2 "Frozen" (Meltdown Mix) — 8:09 Američki promotivni CD singl (PRO-CD-9182) 1. "Frozen" (Radio Edit) — 5:08 2. "Frozen" (Album Version) — 6:10 3. "Frozen" (Call Out Research Hook) Američki promotivni CD singl (PRO-CD-9254-R) 1. "Frozen" (Stereo MC's Remix Edit) — 4:52 2. "Frozen" (Extended Club Mix Edit) — 4:55 3. "Frozen" (Radio Edit) — 5:08 | Američki Maxi-CD (9 43993-2) 1. "Frozen" (Album Version) — 6:10 2. "Frozen" (Stereo MC's Remix) — 5:45 3. "Frozen" (Extended Club Mix) — 11:17 4. "Frozen" (Meltdown Mix) — 8:09 Europski 12" vinil (9362 43991 0) Britanski 12" vinil (W 0433 T) - A "Frozen" (Extended Club Mix) — 11:17 - B1 "Frozen" (Stereo MC's Remix) — 5:45 - B2 "Frozen" (Meltdown Mix) — 8:09 Europski promotivni CD singl(PRCD 1007) 1. "Frozen" (Radio Edit) — 5:08 2. "Frozen" (Album Version) — 6:10 Britanski CD singl (W 0433 CD) Japanski Maxi-CD (WPCR-1846) 1. "Frozen" (Album Version) — 6:10 2. "Frozen" (Stereo MC's Remix) — 5:45 3. "Frozen" (Meltdown Mix) — 8:09 4. "Frozen" (Extended Club Mix) — 11:17 5. "Frozen" (Widescreen Mix) — 6:33 |

## Službene verzije
- Album Version (6:10)
- Radio Edit (5:08) (samo kao promo verzija / verzija s albuma GHV2 iz 2001.)
- Call Out Research Hook (samo promo verzija)
- Stereo MCs|Stereo MC's Mix (5:45)
- Stereo MC's Mix Edit (4:56) (Promo Only)
- Stereo MC's Instrumental (Kareoke Edition of Videos 93:99)
- Extended Club Mix (11:17)
- Extended Club Edit (4:41) (samo promo verzija)
- Victor Calderone Drum-A-Pella (5:07) (samo promo verzija)
- Meltdown Mix (8:09)
- Meltdown Short Mix (4:53) (samo promo verzija)
- William Orbit Drum-A-Pella (5:14) (samo promo verzija)
- Widescreen Mix (6:33)
- Video Edit (5:20)

## Uspjeh na ljestvicama
| Ljestvica (1998)                   | Pozicija |
| ---------------------------------- | -------- |
| Australija                         | 5        |
| Austrija                           | 2        |
| Belgija Flandrija                  | 3        |
| Belgija Valonija                   | 2        |
| Europa                             | 2        |
| Finska                             | 1        |
| Francuska                          | 2        |
| Irska                              | 4        |
| Italija                            | 1        |
| Japan                              | 1        |
| Kanada                             | 2        |
| Meksiko                            | 2        |
| Nizozemska                         | 2        |
| Novi Zeland                        | 5        |
| Norveška                           | 2        |
| Njemačka                           | 2        |
| Švedska                            | 2        |
| Švicarska                          | 2        |
| Ujedinjeno Kraljevstvo             | 1        |
| U.S. Billboard Hot 100             | 2        |
| U.S. Billboard Pop Songs           | 4        |
| U.S. Billboard Hot Dance Club Play | 1        |
| U.S. Billboard Adult Contemporary  | 8        |

| Država                 | Certifikacija | Prodano  |
| ---------------------- | ------------- | -------- |
| Australija             | zlatna        | 35.000+  |
| Austrija               | zlatna        | 20.000+  |
| Francuska              | zlatna        | 469.000  |
| Njemačka               | platinasta    | 500.000+ |
| Nizozemska             | zlatna        | 40.000+  |
| Norveška               | platinasta    | 20.000+  |
| Švedska                | zlatna        | 20.000+  |
| Švicarska              | zlatna        | 25.000+  |
| Ujedinjeno Kraljevstvo | zlatna        | 515.000  |
| SAD                    | zlatna        | 500.000+ |